# Stenochora
Stenochora és un gènere d'arnes de la família Crambidae. Conté només una espècie, Stenochora lancinalis, que es troba a l'Àfrica meridional i sud-oriental i a les illes africanes de l'oceà Índic. El rang inclou Botswana, Comores, República Democràtica del Congo, La Réunion, Madagascar, Maurici, Moçambic, Seychelles (Aldabra), Sud-àfrica, Tanzània, Zàmbia i Zimbàbue.
Aquesta espècie té una envergadura d'uns 25 mm - 30 mm, i les ales són llargues i estretes. Les larves s'alimenten de Clerodendrum glabrum.

## Subspècies
- Ischnurges lancinalis lancinalis (Maurici, La Réunion)
- Ischnurges lancinalis paulianalis, Marion, 1954 (Madagascar)
- Ischnurges lancinalis aldabrensis, Viette, 1958 (Aldabra (Seychelles))
- Ischnurges lancinalis comorensis, Viette, 1958 (Comoros)